# Venezuela az 1972. évi nyári olimpiai játékokon
Venezuela az NSZK-beli Münchenben megrendezett 1972. évi nyári olimpiai játékok egyik részt vevő nemzete volt. Az országot az olimpián 4 sportágban 23 sportoló képviselte, akik érmet nem szereztek.

## Atlétika
Férfi
| Versenyző                                                | Versenyszám     | Előfutam | Előfutam | Előfutam | Negyeddöntő | Negyeddöntő | Negyeddöntő | Elődöntő | Elődöntő | Elődöntő | Döntő   | Döntő    |
| Versenyző                                                | Versenyszám     | Idő      | Hely.    | Össz.    | Idő         | Hely.       | Össz.       | Idő      | Hely.    | Össz.    | Idő     | Helyezés |
| -------------------------------------------------------- | --------------- | -------- | -------- | -------- | ----------- | ----------- | ----------- | -------- | -------- | -------- | ------- | -------- |
| Félix Mata                                               | 100 m           | 10,73    | 5.       | 49.*     | kiesett     | kiesett     | kiesett     | kiesett  | kiesett  | kiesett  | kiesett | kiesett  |
| Eric Phillips                                            | 400 m           | 46,74    | 5.       | 29.      | 46,97       | 7.          | 32.         | kiesett  | kiesett  | kiesett  | kiesett | kiesett  |
| Héctor López                                             | 800 m           | 1:50,8   | 6.       | 37.*     |             |             |             | kiesett  | kiesett  | kiesett  | kiesett | kiesett  |
| José Jacinto Hidalgo                                     | 400 m gát       | 54,00    | 6.       | 33.      |             |             |             | kiesett  | kiesett  | kiesett  | kiesett | kiesett  |
| Humberto Galea Félix Mata Alberto Marchán Jesús Rico     | 4 × 100 m váltó | 39,74    | 4.       | 14.      |             |             |             | 39,74    | 7.       | 13.      | kiesett | kiesett  |
| Raúl Dome Félix Pérez José Jacinto Hidalgo Eric Phillips | 4 × 400 m váltó | 3:06,99  | 5.       | 14.      |             |             |             |          |          |          | kiesett | kiesett  |

Női
| Versenyző      | Versenyszám | 100 m gát | 100 m gát | Súlylökés | Súlylökés | Magasugrás | Magasugrás | Távolugrás | Távolugrás | 200 m | 200 m | Végeredmény | Végeredmény |
| Versenyző      | Versenyszám | Idő       | Pont      | Eredmény  | Pont      | Eredmény   | Pont       | Eredmény   | Pont       | Idő   | Pont  | Pont        | Helyezés    |
| -------------- | ----------- | --------- | --------- | --------- | --------- | ---------- | ---------- | ---------- | ---------- | ----- | ----- | ----------- | ----------- |
| Lucía Vaamonde | Ötpróba     | 14,53     | 801       | 10,43 m   | 618       | 150 cm     | 726        | 561 cm     | 819        | 25,19 | 830   | 3794        | 25.         |

* - két másik versenyzővel azonos időt ért el

## Ökölvívás
| Versenyző           | Versenyszám   | Selejtező                     | 32-es főtábla                        | Nyolcaddöntő                 | Negyeddöntő       | Elődöntő          | Döntő             | Helyezés |
| Versenyző           | Versenyszám   | Ellenfél Eredmény             | Ellenfél Eredmény                    | Ellenfél Eredmény            | Ellenfél Eredmény | Ellenfél Eredmény | Ellenfél Eredmény | Helyezés |
| ------------------- | ------------- | ----------------------------- | ------------------------------------ | ---------------------------- | ----------------- | ----------------- | ----------------- | -------- |
| Francisco Rodríguez | Papírsúly     |                               | Dennis Talbot (AUS) · KO             | kiesett                      | kiesett           | kiesett           | kiesett           | 17.      |
| José Baptista       | Pehelysúly    | Emmanuel Eloundou (CMR) · 5-0 | Borisz Kuznyecov (URS) · 2-3         | kiesett                      | kiesett           | kiesett           | kiesett           | 17.      |
| Luis Rodríguez      | Könnyűsúly    | erőnyerő                      | Eraslan Doruk (TUR) · 0-5            | kiesett                      | kiesett           | kiesett           | kiesett           | 17.      |
| Luis Contreras      | Kisváltósúly  |                               | Angel Angelov (BUL) · RSC            | kiesett                      | kiesett           | kiesett           | kiesett           | 17.      |
| Alfredo Lemus       | Nagyváltósúly | erőnyerő                      | Emeterio Villanueva (MEX) · 1-4      | kiesett                      | kiesett           | kiesett           | kiesett           | 17.      |
| Faustino Quinales   | Középsúly     |                               | Nathaniel Knowles (BAH) · leléptetés | kiesett                      | kiesett           | kiesett           | kiesett           | 17.      |
| Ernesto Sánchez     | Félnehézsúly  |                               | erőnyerő                             | Gilberto Carrillo (CUB) · KO | kiesett           | kiesett           | kiesett           | 9.       |

## Sportlövészet
Nyílt
| Versenyző      | Versenyszám          | Pont | Helyezés |
| -------------- | -------------------- | ---- | -------- |
| Víctor Francis | Gyorstüzelő pisztoly | 573  | 43.      |
| Agustin Rangel | Sportpuska, fekvő    | 583  | 77.      |

## Úszás
Férfi
| Versenyző       | Versenyszám  | Előfutam | Előfutam | Előfutam | Elődöntő | Elődöntő | Elődöntő | Döntő   | Döntő    |
| Versenyző       | Versenyszám  | Idő      | Hely.    | Össz.    | Idő      | Hely.    | Össz.    | Idő     | Helyezés |
| --------------- | ------------ | -------- | -------- | -------- | -------- | -------- | -------- | ------- | -------- |
| Jorge van Balen | 100 m gyors  | 57,20    | 7.       | 43.      | kiesett  | kiesett  | kiesett  | kiesett | kiesett  |
| Gerardo Vera    | 200 m vegyes | 1:57,33  | 3.       | 13.      |          |          |          | kiesett | kiesett  |
| Gerardo Vera    | 400 m gyors  | 4:11,37  | 2.       | 14.      |          |          |          | kiesett | kiesett  |
| Gerardo Vera    | 1500 m gyors | 17:10,33 | 5.       | 20.      |          |          |          | kiesett | kiesett  |

Női
| Versenyző      | Versenyszám    | Előfutam | Előfutam | Előfutam | Elődöntő | Elődöntő | Elődöntő | Döntő   | Döntő    |
| Versenyző      | Versenyszám    | Idő      | Hely.    | Össz.    | Idő      | Hely.    | Össz.    | Idő     | Helyezés |
| -------------- | -------------- | -------- | -------- | -------- | -------- | -------- | -------- | ------- | -------- |
| Ileana Morales | 100 m gyors    | 1:04,13  | 8.       | 42.      | kiesett  | kiesett  | kiesett  | kiesett | kiesett  |
| Ileana Morales | 200 m gyors    | 2:18,84  | 6.       | 29.      |          |          |          | kiesett | kiesett  |
| Ileana Morales | 400 m gyors    | 4:44,73  | 6.       | 20.      |          |          |          | kiesett | kiesett  |
| Ileana Morales | 100 m pillangó | 1:10,37  | 7.       | 26.      | kiesett  | kiesett  | kiesett  | kiesett | kiesett  |
| Ileana Morales | 200 m pillangó | 2:28,41  | 6.       | 14.      |          |          |          | kiesett | kiesett  |
| Gisela Cerezo  | 200 m vegyes   | 2:35,34  | 7.       | 35.      |          |          |          | kiesett | kiesett  |
| Gisela Cerezo  | 400 m vegyes   | 5:29,56  | 7.       | 32.      |          |          |          | kiesett | kiesett  |